# 刚果共和国历史
刚果共和国的历史可以分为法国殖民统治时期、独立过渡时期、马列主义时期以及过渡至市场经济。

## 班图人和俾格米人
构成现今刚果共和国的最早居民是俾格米人。

## 葡萄牙人的探险
自从第一批欧洲探险者的到来，给了处于铁器时代的非洲极大的压力。在葡萄牙王国，约翰二世为了打破威尼斯人和土耳其人的贸易控制，组织了一系列的非洲大陆沿岸的探险。1482–1483年，迪奥戈沿着刚果河向南航行，发现了刚果河河口。结果他成为第一个遇见刚果王国的欧洲探险者。

## 奴隶贸易
15世纪晚期，欧洲人来到这里开始奴隶贸易。
1510年，刚果王国和葡萄牙人的关系迅速恶化。

## 反葡萄牙起义
奴隶贸易的结果导致了一系列反对葡萄牙人的起义。其中最为著名的是姆布维拉之战和由金帕·维塔领导企图推翻葡萄牙人统治的起义。

## 刚果王国解体
由于所有这些战争的结果，在北卢安果王国从剛果王國获得了独立。一大片班图族的王国获取了独立，这些新独立的王国中，特科王国是最为著名的。它极盛时期统治了包括今布拉柴维尔和金沙萨的一大片区域。
到19世纪早期奴隶贸易结束的时候，这些班图王国都衰落了。

## 法国统治
在柏林会议期间，欧洲列强急于增加对非洲大陆的控制。西欧的工业化崛起导致了对于非洲的原材料，诸如橡胶、棕榈油和棉花的需求。对于拥有这些原材料的国家则变得更为强大，没有拥有的国家则出局。这个导致了新的对于欧洲大陆的争夺。
刚果河成为欧洲列强新的争夺的主要目标。在这里，法国、比利时国王利奥波德二世以及与英国密切合作的葡萄牙，为了控制这片地区而作战。
1880年，法国正式开始对刚果的殖民统治。1884年的柏林会议确定法国殖民地与比属剛果自由邦以刚果河为界。1910年法国设立法属赤道非洲，包括现在的加蓬、乍得和中非共和国，布拉柴维尔被定为首府。

## 1940年代
第二次世界大战中，法属赤道非洲殖政府支持戴高乐将军，1940年－1943年布拉柴维尔更是被选作自由法国的象征性首都。

## 独立之路
1958年9月经过法国全民公投，通过新宪法。11月28日，4个成员国各自成为法兰西共同体内的自治国家，法属赤道非洲解体。1960年8月15日，刚果正式独立，这一天成为刚果国庆至今。独立后一度政权更迭频繁：1960年，富尔贝·尤卢当选为第一任总统，旋即在1963年的“八月革命”中被推翻，由阿方斯·马桑巴-代巴接任，而他又在1968年7月31日—9月4日被马里安·恩古瓦比等联合发动的“七三一运动”推翻。次年12月，国名改为刚果人民共和国。

## 刺杀恩古瓦比和萨苏-恩格索选举
1977年，恩古瓦比遇刺身亡。若阿基姆·雍比-奥庞戈接任总统，两年后被执政党刚果劳动党罢免。不久，德尼·萨苏-恩格索接任总统。

## 民主化和内战
1990年7月，执政党刚果劳动党决定放弃马克思列宁主义，但坚持社会主义；同时，实行多党制，放弃一党制。次年上半年，举行全国会议，通过临时宪法，恢复独立时的国名、国旗和国歌。1992年举行实行多党制后的首次总统大选，泛非社会民主联盟主席帕斯卡尔·利苏巴当选总统。
1997年6月刚果内战爆发，利苏巴战败逃亡，萨苏成为总统。此后的2002年和2009年两次在大选中胜出，当选总统至今。